# Bernardo Vasconcelos
Bernardo Lino Castro Paes Vasconcelos (Lisbona, 10 giugno 1979) è un ex calciatore portoghese, di ruolo attaccante.